# Dziewin Duży
Dziewin Duży est une localité polonaise de la gmina rurale de Gizałki, située dans le powiat de Pleszew en voïvodie de Grande-Pologne. Elle se trouve à environ 17 kilomètres au nord de Pleszew et 71 km au sud-est de Poznań, la capitale régionale. 

## Géographie

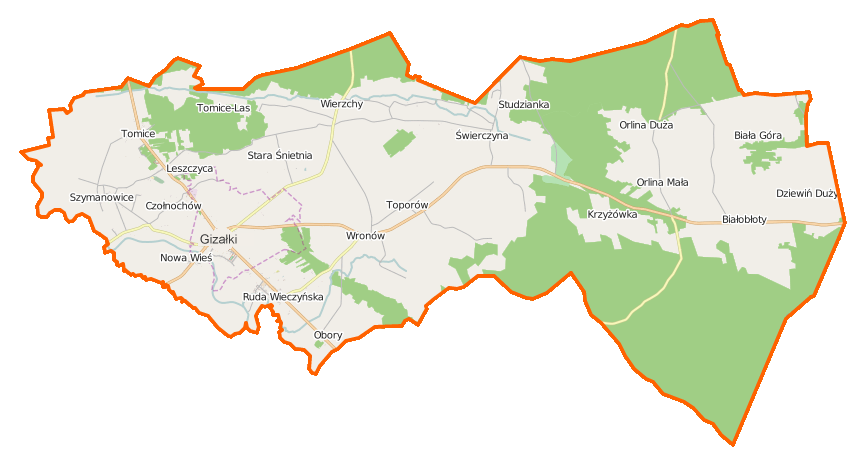
Carte de la gmina de Gizałki.